# Otto Sagner
Otto Sagner (25. ledna 1920 v Meziměstí, Československo – 18. března 2011 v Mnichově) byl německý knihkupec a vydavatel.

## Život
Otto Sagner založil v roce 1947 ve Furth im Wald firmu Kubon a Sagner za účelem dovozu a vývozu knih z/do zemí střední a východní Evropy, Ruska a bývalých zemí Sovětského svazu. Zároveň vydal ve svém nakladatelství Verlag Otto Sagner mnoho knih, a to především z oboru slavistiky a slovanské jazykovědy. Od roku 1957 sídlila jeho společnost na Heßstrasse v Mnichovské čtvrti Maxvorstadt. Sagner kromě světových jazyků mluvil velice dobře česky, polsky a rusky. Čeština byla kromě němčiny jeho druhým takřka mateřským jazykem, neboť se jí naučil v dětství v Hronově, kde několik let chodil do měšťanské školy. V Hronově-Žabokrkách byl jako dítě na tzv. handlu (na územích, kde vedle žili Češi a Němci, bylo zvykem, že česká rodina posílala svého syna na určitý čas do německé rodiny a německá výměnou do české, aby se jejch děti dobře naučily oběma jazykům a oba národy si navzájem lépe porozuměly).
Otto Sagner byl výraznou evropskou osobností slovanských a východoevropských studií. Ke své rodné zemi měl vřelý vztah a spolupracoval s řadou českých institucí.
V 50. až 70. letech 20. století byl největším dodavatelem německých publikací do zemí střední a východní Evropy a až do své smrti jedním z největších distributorů knižní produkce zemí střední a východní Evropy zejména v Německu, ale nejen tam. Více než 35 let byl auditorem Sdružení bavorských nakladatelů a knihkupců, jehož byl déle než 50 let členem.